# Hat szerep keres egy szerzőt
A Hat szerep keres egy szerzőt Luigi Pirandello leghíresebb, legjellemzőbbnek tartott színdarabja, amelyet 1921. május 9-én mutattak be a római Valle színházban szenzációs eredménnyel: fizikai összetűzést kockáztattak Pirandello becsmérlői és tisztelői között. Az 1925-ös, harmadik évadban a szerző előszót fűzött hozzá, amelyben tisztázta a dráma keletkezését, szándékait és alapvető témáit. A színdarab nincs felvonásokra és színekre tagolva, két tetszőleges helyen beiktatott szünettel adják elő.
A Színház a színházban trilógia első művének tartják, ezt követte a Ma este improvizálunk és a Mindenki a maga módján.

## Cselekmény
A jelenet úgy kezdődik, hogy felállítanak egy színpadot, lehetővé téve Pirandello egyik darabja (Ki-ki a szerepét) második felvonásának próbáit. Amíg a színészek és a társulat tagjai a próba megvalósítására szervezkednek, a színház felügyelője hat szereplő érkezését jelenti be a menedzsernek, akik tanácstalanul körülnézegetve követik őt.
Az egész történet kifejlődése mindenekelőtt az Atya és a Mostohalány vicceinek köszönhető. Az Atya, az ötvenes éveiben járó előkelő férfi azt mondja, azon kapta magát, hogy elhagyta feleségét és egy fiát, a nő kedvéért, és azért, hogy lehetővé tegye számára, hogy új életet kezdjen egy másik férfival, a titkárral, aki a házukban élt. Ennek ellenére az Atya soha nem téveszti szem elől az új családi egységet, amely három másik gyermek születésével bővül: a mostohalány, a fiatalember és a lány.
Az új család egyensúlya a titkár halálával összeomlik. Az anya és a mostohalány ezért egy műteremben dolgoznak, amelyet Madama Pace vezet, aki elégedetlen az anya munkájával, a mostohalányra fókuszálja a tekintetét; szépségét és fiatal korát kihasználva azt javasolja, hogy töltsön időt férfiakkal. ha nem akarja, hogy az Anya munkanélküli maradjon, s egyedül neveljen fel négy gyereket.
A lány elfogadja, de a sors úgy akarja, hogy egy napon ügyfélként az Atya előtt találja magát.
Madam Pace, aki valójában a hetedik szereplő, a kezdetektől nincs színpadon; többször felidézve, akkor jelenik meg, amikor újrateremtik a jelenetet a műterem hátsó szobájában. Belép a hátsó ajtón, de csak néhány lépést tesz a színpad közepe felé. Kövér nő, sárgarépaszínű gyapjas hajjal jelenik meg, lángoló rózsával díszítve. Piros selyemruhát visel, egyik kezében toll-legyező van, a másikban meggyújtott cigarettát tart. A társulat színészei, akik megijedtek a banya hirtelen megjelenésétől, elmenekülnek a színpadról, otthagyva őt és a Mostohalányt.
Így kezdődik az a jelenet, amelyben Madama Pace egy nevetséges, félig olasz, félig spanyol beszéddel bejelenti a mostohalánynak egy kliens (az Atya) érkezését.
A jelenet hatásáról meggyőződve a menedzser azonnal kipróbálásra készteti a színészeket, de az ábrázolás túlzott mesterkéltsége miatt a Mostohalány mennydörgő nevetésben tör ki, meggyőzve a menedzsert, hogy engedje meg, hogy a szereplők maguk képviseljék magukat a színen. mert nem képesek teljes mértékben átélni a valódi karakterek által érzett érzelmeket. Az ábrázolás az Anya színpadra érkezéséig tart, aki megpróbálja szétválasztani az Apát és a Mostohalányt, hogy megakadályozza a dráma felemésztését; Madam Pace távozik. Az előadás hirtelen véget ér a függöny hirtelen leengedésével, amit a gépész hibája okoz.
A jelenet folytatódik, és ezúttal egy kertben játszódik, ahol a Fiú felfedezi a kádba fulladt Gyermeket, és elborzadva megpillantja egy fa mögött a Fiatal Férfi alakját, aki őrült szemekkel és zsebében revolverrel rejtőzik, szemtanúja volt a helyszínnek. Hirtelen revolverlövés dördül, majd az anya kétségbeesett kiáltása. A színészek megdöbbenésére, akik nem tudják, hogy a fiú meghalt-e vagy sem, az Atya az események igazságát kiáltja.

### A következtetés
A menedzser, akit idegesít az elveszett próbanap, megparancsolja a villanyszerelőnek, hogy kapcsolja le a villanyt, és mindenkit kirúg. De a háttér mögött, ahol megtalálták azokat a szereplőket, akik a Fiatalembernek és a Lánynak segíteni mentek, mintegy tévedésből kigyulladt egy zöld fény, amely négy nagy árnyékot vet – az Apára, az Anyára, a Fiára és a Mostohalányára. A  menedzser rémülten elszalad. Amikor a reflektort lekapcsolják, az Apa, az Anya és a Fiú hátulról, sorrendben kilép, és megáll a színpad közepén. Utolsóként a Mostohalány lép ki, aki kárhozatát ismételve a lépcső felé rohan, és a többiekre harsány nevetéssel eltűnik a színről. Ebben az alkotásban a negyedik falat bontják le, vagyis a „falat” a színészek és a megfigyelők között. Az idő linearitásában is megszakad, az idő nem lineárisan halad.

## A mű témái
- Kísérlet feltárni a művészi alkotás mechanizmusát és varázslatát, valamint a személytől a karakterig, a formától a formáig való átmenetet.
- A művészi tér felszámolása, a színházi tér szétesése.
- Traumatikus jelenetek alkotása (a hat szereplő hajlandósága hiteles életet élni, amelyben azonban megismétlődik a bűntudat).
- A drámai struktúrák dekompozíciója (színház a színházon belül).
- Hiteles üzenetek továbbítására épülő kommunikáció, amelyek nem felelnek meg lényünknek, mert lehetetlen a kimondott szó konvenciójába zárni, ami már a kezdeti kapcsolatok megromlásához, így a gyógymód nélküli magányhoz vezet.
- A negyedik fal áttörése a karakterek által.
- Az idővonal töredékei, mert Pirandello szerint az élet nem lineáris pályát követ.

## Kapcsolat apszichoanalízissel
A Hat szerep keres egy szerzőt a szerző egója és a tudattalan szellemei közötti konfrontáció első művészi ábrázolása, amely az akkori dinamikus pszichológia kontextusában Carl Gustav Jung és Marie Louise von Franz aktív képzeletének, valamint Jacob Levi Moreno pszichodrámájának középpontjában állt. A napvilágra igyekvő mű létrejötte a pszichoterápia szemszögéből a katarzisnak, egy új egzisztenciális egyensúly megvalósításának felel meg.

## Fordítás
- Ez a szócikk részben vagy egészben  a   Sei personaggi in cerca d'autore című olasz Wikipédia-szócikk ezen változatának fordításán alapul.  Az eredeti cikk szerkesztőit annak laptörténete sorolja fel. Ez a jelzés csupán a megfogalmazás eredetét és a szerzői jogokat jelzi, nem szolgál a cikkben szereplő információk forrásmegjelöléseként.